# Schweizer Meisterschaften im Skilanglauf 2022
Die Schweizer Meisterschaften im Skilanglauf 2022 fanden am 15. und 16. Januar 2022 und vom 25. bis zum 27. März 2022 in Zweisimmen im Sparenmoos statt. Ausgetragen wurden Einzelrennen, Skiathlonrennen, Massenstartrennen sowie die Sprint- und Staffel-Wettbewerbe. Bei den Männern gewann Dario Cologna im Skiathlon und im Massenstartrennen über 50 km Freistil. Zudem siegte Janik Riebli im Sprint und Cédric Steiner im Einzelrennen über 15 km klassisch sowie mit der Staffel vom SC Davos. Bei den Frauen holte Nadine Fähndrich die Meistertitel im Einzelrennen über 5 km klassisch, im Skiathlon und im Massenstartrennen über 30 km Freistil. Zudem triumphierte Laurien van der Graaff im Sprint und mit der Staffel vom TG Hütten. Ausrichter war der Sparenmoos Pro Race.

## Ergebnisse Herren

### Sprint Freistil
| Platz | Name            | Verein                 |
| ----- | --------------- | ---------------------- |
| 1     | Janik Riebli    | Schwendl-Langis        |
| 2     | Jovian Hediger  | SC Bex                 |
| 3     | Valerio Grond   | SC Davos               |
| 4     | Erwan Käser     | Gardes-Frontière       |
| 5     | James Clugnet   | Vereinigtes Königreich |
| 6     | Cyril Fähndrich | SC Horw                |
| 7     | Cédric Steiner  | SC Davos               |
| 8     | Beda Klee       | Speer Ebnat-Kappel     |

Datum: 15. Januar

Es waren 84 Läufer am Start. Das Rennen der U20 gewann Fabrizio Albasini.

### 15 km klassisch Einzel
| Platz | Name            | Verein             | Zeit (min) |
| ----- | --------------- | ------------------ | ---------- |
| 1     | Cédric Steiner  | SC Davos           | 42:18,0    |
| 2     | Ueli Schnider   | Gardes-Frontière   | 42:56,1    |
| 3     | Nicola Wigger   | SC Am Bachtel      | 43:16,2    |
| 4     | Marino Capelli  | SC Davos           | 43:29,8    |
| 5     | Beda Klee       | Speer Ebnat-Kappel | 43:31,4    |
| 6     | Cyril Fähndrich | SC Horw            | 43:33,5    |
| 7     | Erwan Käser     | Gardes-Frontière   | 43:50,2    |
| 8     | Curdin Raez     | Alpina St. Moritz  | 43:53,8    |
| 9     | Jovian Hediger  | SC Bex             | 44:00,9    |
| 10    | Marius Danuser  | SC Vättis          | 44:15,5    |

Datum: 16. Januar

Es waren 36 Läufer am Start. Das Rennen der U20 über 10 km mit 45 Teilnehmern gewann Fabrizio Albasini vom Alpina St. Moritz.

### 20 km Skiathlon
| Platz | Name                | Verein             | Zeit (min) |
| ----- | ------------------- | ------------------ | ---------- |
| 1     | Dario Cologna       | Val Müstair        | 55:19,7    |
| 2     | Jonas Baumann       | SC Tambo Splügen   | 55:27,5    |
| 3     | Beda Klee           | Speer Ebnat-Kappel | 55:27,8    |
| 4     | Cédric Steiner      | SC Davos           | 56:14,5    |
| 5     | Ueli Schnider       | Gardes-Frontière   | 56:14,8    |
| 6     | Candide Pralong     | Val Ferret         | 56:15,8    |
| 7     | Marino Capelli      | SC Davos           | 56:28,7    |
| 8     | Marius Danuser      | SC Vättis          | 56:55,0    |
| 9     | Erwan Käser         | Gardes-Frontière   | 58:44,5    |
| 10    | Gian Flurin Pfäffli | Bernina Pontresina | 59:05,1    |

Datum: 25. März

Es waren 30 Läufer am Start. Das Rennen der U20 mit 50 Teilnehmern gewann Antonin Savary.

### 50 km Freistil Massenstart
| Platz | Name            | Verein            | Zeit (std) |
| ----- | --------------- | ----------------- | ---------- |
| 1     | Dario Cologna   | Val Müstair       | 1:56:32,2  |
| 2     | Toni Livers     | SC Davos          | 1:56:39,6  |
| 3     | Jeremy Finello  | SC Obergoms       | 1:56:42,3  |
| 4     | Jonas Baumann   | SC Tambo Splügen  | 1:56:58,3  |
| 5     | Ueli Schnider   | Gardes-Frontière  | 1:58:10,5  |
| 6     | Livio Matossi   | Alpina St. Moritz | 1:58:20,2  |
| 7     | Cyril Fähndrich | SC Horw           | 1:58:50,4  |
| 8     | Marian Danuser  | SC Vättis         | 1:59:19,8  |
| 9     | Curdin Raez     | Alpina St. Moritz | 2:00:13,9  |
| 10    | Severin Bässler | SC Elm            | 2:00:17,7  |

Datum: 26. März

Es waren 45 Läufer am Start. Das Rennen der U20 über 30 km mit 17 Teilnehmern gewann Antonin Savary.

### 3 × 7,5 km Staffel
| Platz | Team                                                        | Zeit (std) |
| ----- | ----------------------------------------------------------- | ---------- |
| 1     | SC DavosMarino Capelli Cédric Steiner Valerio Grond         | 0:59:13,8  |
| 2     | Gardes-FrontièreErwan Käser Ueli Schnider Lydia Hiernickel  | 1:00:21,5  |
| 3     | SC ElmSeverin Bässler Mario Bässler Yanick Bässler          | 1:02:25,6  |
| 4     | Alpina St. MoritzLivio Matossi Curdin Räz Nadja Kälin       | 1:03:36,0  |
| 5     | SAS BernJöri Kindschi Mael Bohren Reto Hammer               | 1:04:52,5  |
| 6     | SAS BernPhilippe Nicollier Matthias Leibundgut Simon Hammer | 1:06:16,4  |

Datum: 27. März

Es waren 22 Teams am Start.

## Ergebnisse Frauen

### Sprint Freistil
| Platz | Name                   | Verein            |
| ----- | ---------------------- | ----------------- |
| 1     | Laurien van der Graaff | TG Hütten         |
| 2     | Nadine Fähndrich       | SC Horw           |
| 3     | Alina Meier            | SC Davos          |
| 4     | Lea Fischer            | SAS Bern          |
| 5     | Lydia Hiernickel       | Gardes-Frontière  |
| 6     | Jessica Yeaton         | Australien        |
| 7     | Nadja Kälin            | Alpina St. Moritz |
| 8     | Désirée Steiner        | SC Davos          |

Datum: 15. Januar

Es waren 52 Läuferinnen am Start. Siegerin bei der U20 wurde Marina Kälin.

### 5 km klassisch Einzel
| Platz | Name                   | Verein            | Zeit (min) |
| ----- | ---------------------- | ----------------- | ---------- |
| 1     | Nadine Fähndrich       | SC Horw           | 15:11,7    |
| 2     | Nadja Kälin            | Alpina St. Moritz | 15:47,0    |
| 3     | Alina Meier            | SC Davos          | 15:54,8    |
| 4     | Laurien van der Graaff | TG Hütten         | 15:56,7    |
| 5     | Désirée Steiner        | SC Davos          | 16:07,6    |
| 6     | Lydia Hiernickel       | Gardes-Frontière  | 16:22,5    |
| 7     | Jessica Yeaton         | Australien        | 16:30,2    |
| 8     | Casey Wright           | Australien        | 16:41,2    |
| 9     | Marina Kälin           | Alpina St. Moritz | 16:44,3    |
| 10    | Zana Evans             | Australien        | 16:44,5    |

Datum: 16. Januar

Es waren 53 Läuferinnen am Start. Die neuntplatzierte Marina Kälin war zugleich Siegerin bei den U20.

### 10 km Skiathlon
| Platz | Name                   | Verein                    | Zeit (min) |
| ----- | ---------------------- | ------------------------- | ---------- |
| 1     | Nadine Fähndrich       | SC Horw                   | 27:11,2    |
| 2     | Anja Weber             | TG Hütten                 | 27:49,3    |
| 3     | Nadja Kälin            | Alpina St. Moritz         | 27:52,0    |
| 4     | Lydia Hiernickel       | Gardes-Frontière          | 28:16,1    |
| 5     | Désirée Steiner        | SC Davos                  | 28:31,4    |
| 6     | Giuliana Werro         | Sarsura Zernez            | 28:39,5    |
| 7     | Laurien van der Graaff | TG Hütten                 | 29:00,6    |
| 8     | Alina Meier            | SC Davos                  | 29:13,0    |
| 9     | Lea Fischer            | SAS Bern                  | 29:32,7    |
| 10    | Nina Riedener          | Nordic Club Liechtenstein | 29:46,3    |

Datum: 25. März

Es waren 50 Läuferinnen am Start. Das U20-Rennen mit 32 Teilnehmerinnen gewann Helena Guntern.

### 30 km Freistil Massenstart
| Platz | Name                   | Verein             | Zeit(std) |
| ----- | ---------------------- | ------------------ | --------- |
| 1     | Nadine Fähndrich       | SC Horw            | 1:16:52,8 |
| 2     | Anja Weber             | TG Hütten          | 1:17:24,4 |
| 3     | Nadja Kälin            | Alpina St. Moritz  | 1:17:45,3 |
| 4     | Giuliana Werro         | Sarsura Zernez     | 1:17:45,6 |
| 5     | Susi Meinen            | SC Zweisimmen      | 1:17:49,8 |
| 6     | Maria Christen         | Gotthard-Andermatt | 1:17:52,4 |
| 7     | Lydia Hiernickel       | Gardes-Frontière   | 1:18:17,6 |
| 8     | Laurien van der Graaff | TG Hütten          | 1:19:36,5 |
| 9     | Lisa Larsen            | Schweden           | 1:20:30,1 |
| 10    | Lea Fischer            | SAS Bern           | 1:21:14,7 |

Datum: 26. März

Es waren 24 Läuferinnen am Start. U20-Meisterin über 15 km mit 27 Teilnehmerinnen wurde Estelle Darbellay.

### 3 × 5 km Staffel
| Platz | Team                                                            | Zeit (min) |
| ----- | --------------------------------------------------------------- | ---------- |
| 1     | TG HüttenKaroline Moen Guidon Anja Weber Laurien van der Graaff | 41:54,0    |
| 2     | SC HorwBianca Buholzer Nadine Fähndrich Nadia Steiger           | 42:33,2    |
| 3     | Sarsura ZernezFabiana Wieser Giuliana Werro Helena Guntern      | 42:35,2    |
| 4     | SAS BernLea Fischer Aita Kaufmann Seraina Boner                 | 43:02,4    |
| 5     | SC MarbachSelina Haas Ramona Schöpfer Leandra Schöpfer          | 44:30,3    |
| 6     | SC DavosDésirée Steiner Celine Meisser Laura Spornann           | 45:01,6    |

Datum: 27. März

Es waren 19 Teams am Start.